# Stanisław Suchowolec
Stanisław Suchowolec (ur. 13 maja 1958 w Białymstoku, zm. 30 stycznia 1989 tamże) – polski duchowny katolicki, kapelan białostockiej „Solidarności”.

## Życiorys

### Kapłaństwo i działalność opozycyjna
Po ukończeniu III Liceum Ogólnokształcącego w Białymstoku w 1977 roku wstąpił do seminarium. 11 czerwca 1983 roku otrzymał święcenia kapłańskie. Został wikariuszem w parafii pod wezwaniem Świętych Apostołów Piotra i Pawła w Suchowoli, rodzinnym mieście księdza Jerzego Popiełuszki. Ksiądz Jerzy po raz ostatni żegnając się z rodziną wypowiedział słowa: Mamo, nie martw się, bo gdyby, nie daj Boże, coś mi się stało, to przecież Staszek mnie zastąpi.
Ksiądz Stanisław Suchowolec założył izbę pamięci zamordowanego ks. Jerzego Popiełuszki, a na cmentarzu wybudował jego symboliczny grób. Był opiekunem duchowym jego rodziców. Z jego inicjatywy przed kościołem w Suchowoli stanął drewniany krzyż, na którym znalazła się informacja, że ks. Popiełuszkę zabili pracownicy SB.
Od listopada 1984 roku odprawiał Mszę Świętą za Ojczyznę oraz opiekował się rodziną księdza Jerzego Popiełuszki. Od tego czasu był obiektem działań, prowadzonych przez funkcjonariuszy Służby Bezpieczeństwa w ramach Sprawy Operacyjnej opatrzonej kryptonimem „Suchowola”. Dostawał anonimy, w których grożono mu, że umrze jak ks. Jerzy Popiełuszko.
W lipcu 1986 roku został wikarym w parafii pod wezwaniem Niepokalanego Serca Maryi w Białymstoku na osiedlu Dojlidy. Tam także odprawiał Msze Święte za Ojczyznę. Został kapelanem Konfederacji Polski Niepodległej w Białymstoku oraz podziemnej Solidarności, a także duszpasterzem Komisji Interwencji i Praworządności. 
Kilkakrotnie funkcjonariusze Służby Bezpieczeństwa dokonywali zamachów na księdza. W marcu 1985 roku rozregulowano układ kierowniczy Fiata 126p, którym Suchowolec jechał do Lublina, a w grudniu 1987 roku nieznani sprawcy poluzowali cztery śruby w tylnym kole volkswagena passata, którym jeździł Suchowolec). 4 sierpnia 1988 roku na ulicy Armii Radzieckiej (dziś Szosie Baranowickiej) w Białymstoku niezidentyfikowana osoba rzuciła w kierunku Suchowolca kamień. Ponadto Suchowolec odbierał telefony i listy z pogróżkami.
We wrześniu 1988 roku przyjaciele księdza Suchowolca wystosowali list do Rzecznika Praw Obywatelskich Ewy Łętowskiej opisując sprzeczne z prawem działania funkcjonariuszy Służby Bezpieczeństwa wobec księdza i prosząc Rzecznika o interwencję. Łętowska zlekceważyła list. Niedługo później dziesięć osób (działaczy „Solidarności” i KPN-u) postanowiło na zmianę pilnować księdza i dyżurować w jego mieszkaniu.

### Okoliczności śmierci

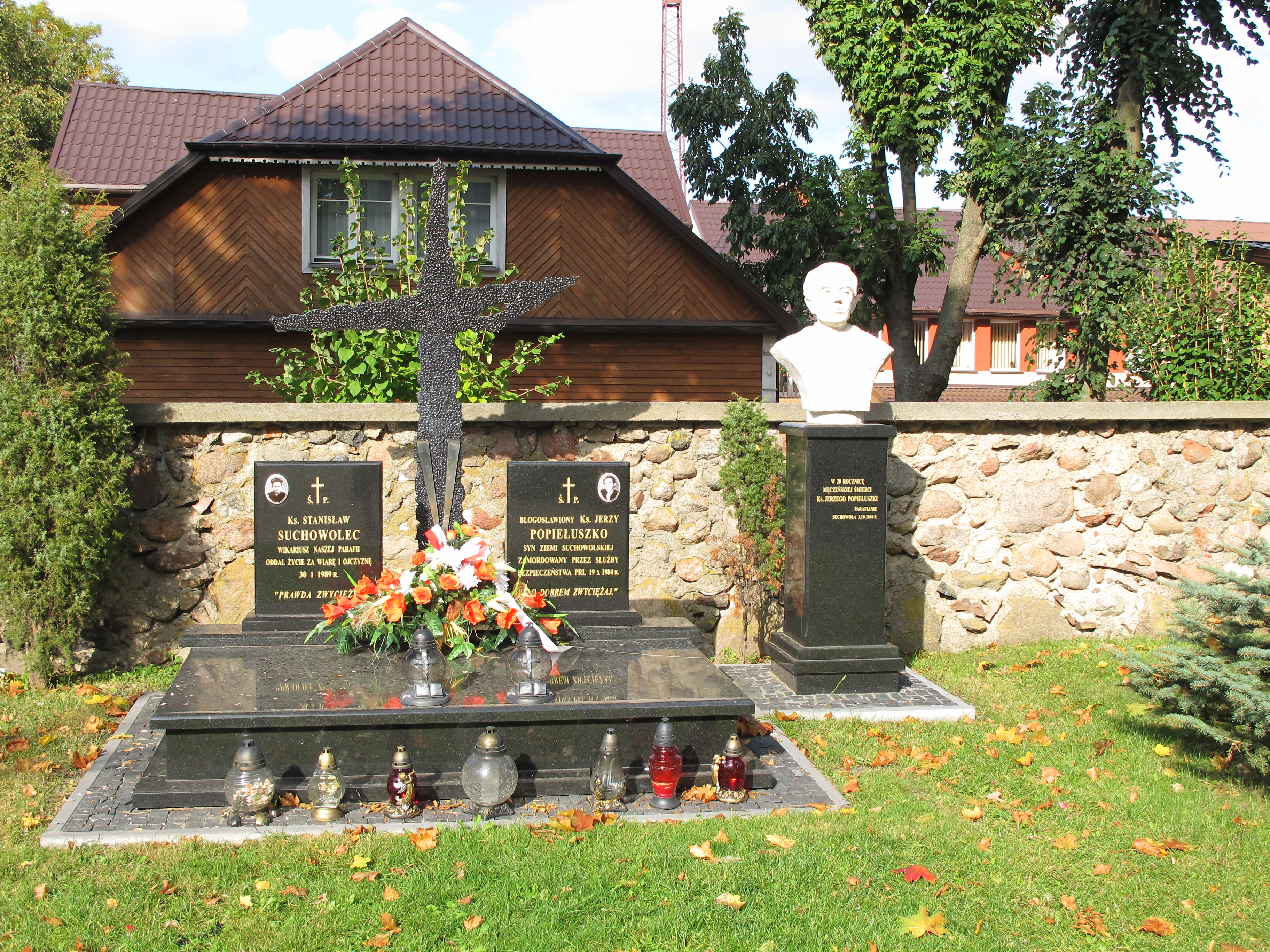
Symboliczne groby Stanisława Suchowolca i Jerzego Popiełuszki przy kościele Świętych Apostołów Piotra i Pawła w Suchowoli

30 stycznia 1989 roku ciało zamordowanego wikarego odnaleziono w jego mieszkaniu na plebanii. Sekcja zwłok wykazała, że zgon nastąpił pomiędzy godziną 2 a 4 w nocy, na skutek zatrucia tlenkiem węgla, spowodowanego pożarem niesprawnego grzejnika Farel. Prokuratura uznała, że pies należący do księdza również zatruł się czadem. Dochodzenie zakończyło się po kilku miesiącach umorzeniem z powodu braku znamion wskazujących na udział osób trzecich w zainicjowaniu pożaru. Po śmierci rozpoczęto śledztwo w sprawie śmierci księdza, które 16 czerwca 1989 roku umorzono.
3 lutego odbył się pogrzeb księdza Stanisława Suchowolca, który był wielką manifestacją patriotyczną. Na pogrzebie zjawiło się 2 biskupów, 160 księży katolickich (wśród nich ks. Sylwester Zych) oraz Marianna Popiełuszko.
We wrześniu 1991 roku opublikowano raport, który wskazał m.in. zaniedbania w śledztwie dotyczącym księdza Suchowolca.
22 października 1991 roku rozpoczęto w tej sprawie nowe śledztwo, które miało na celu wykrycie sprawców morderstwa, zamachów na jego życie oraz autorów gróźb. Powołano zespół biegłych z Centrum Naukowo-Badawczego Ochrony Przeciwpożarowej w Józefowie, który szybko podważył wyniki śledztwa z 1989 roku. Według nowych ustaleń pożaru nie zainicjował grzejnik Farel tylko doszło do umyślnego podpalenia łatwopalnej cieczy. Podczas drugiego śledztwa gosposia ks. Suchowolca – Marianna Kuc – zeznała, że krótko przed morderstwem widziała dwóch mężczyzn i kobietę. Śledztwo umorzono 23 sierpnia 1993 roku z powodu niewykrycia sprawców.
30 stycznia 2006 roku prokuratorzy z Instytutu Pamięci Narodowej, oddziału w Lublinie, oświadczyli, że ich zdaniem ponad wszelką wątpliwość ksiądz Stanisław Suchowolec został zamordowany wskutek działania funkcjonariuszy Służby Bezpieczeństwa. Kolejne śledztwo w sprawie śmierci księdza rozpoczęło się krótko po powstaniu Instytutu Pamięci Narodowej.

## Pamięć
Przy kościele w Suchowoli znajduje się jego symboliczny grób. Odznaczony pośmiertnie przez prezydenta Lecha Kaczyńskiego Krzyżem Komandorskim Orderu Odrodzenia Polski (2008), a w 2023 Krzyżem Wolności i Solidarności.
W czerwcu 2023 na białostockich Dojlidach odsłonięto pomnik księdza Stanisława Suchowolca.